# El valle de los reyes
El valle de los reyes (título original en inglés: Valley of the Kings, lit. 'Valle de los Reyes') es una película de aventuras estadounidense de 1954 dirigida por Robert Pirosh y protagonizada por Robert Taylor, Eleanor Parker y Carlos Thompson. 
La base de la película es el célebre libro "Dioses, tumbas y sabios", de C.W. Ceram.

## Argumento
Estamos en Egipto alrededor de 1900. El arqueólogo Mark Brandon lidera una expedición al desierto, en la que espera descubrir finalmente el misterio que rodea la tumba del faraón Rahotep de la Dinastía XVIII y sus tesoros que han estado escondidos durante siglos. Uno de sus asistentes es Philip Mercedes, quien llevó consigo a la expedición a su atractiva y joven esposa Ann. Ann es hija de un anticuario y teólogo y espera que la tumba de Rahotep revele evidencia de la teoría académica ferozmente disputada de su padre, que recientemente falleció, sobre la autenticidad del José bíblico y su viaje a Egipto.
Con el tiempo se desarrolla un profundo afecto entre Mark Brandon y Ann, que pronto se convierte en amor. Sin embargo eso también causa de una forma tremenda los celos de Philip, a quien no le gusta cómo se distancia de él cada vez más su mujer.

## Reparto
| Actor           | Personaje       |
| --------------- | --------------- |
| Robert Taylor   | Mark Brandon    |
| Eleanor Parker  | Ann Mercedes    |
| Carlos Thompson | Philip Mercedes |
| Kurt Kasznar    | Hamed Backhour  |
| Victor Jory     | Jefe Tuareg     |
| Leon Askin      | Valentine Arko  |
| Aldo Silvani    | Padre Antimos   |
| Samia Gamal     | Bailarina       |

## Producción
La filmación ocurrió en dos etapas. En la primera se rodó en localidades exteriores y ocurrió entre el 2 de diciembre y el 31 de diciembre de 1953. Las localidades que se utilizaron para el correspondiente rodaje fueron Fayún, Suez, El Cairo, el desierto de Libia, Luxor y el monte Sinaí. Todas esas localidades están en Egipto. En la segunda, en la que se rodaron las localidades interiores, se rodó en el estudio de MGM y también en menor parte en El Segundo, California. Esa filmación empezó el 11 de enero y terminó a finales de enero de 1954.
Cabe también destacar, que el productor de la película se encargó de estar en la anonimidad, porque quería estar en el anonimato y que se estrenó el 21 de julio de 1954 en Egipto marcando así la primera película estadounidense que se estrenó por primera vez en ese país.

## Recepción
En el presente la obra cinematográfica ha sido valorada en portales cinematográficos y por críticos profesionales. En IMDb, con aproximadamente 1600 votos registrados por parte de los usuarios, la película obtiene una media ponderada de 6,0 sobre 10. En cuanto a Rotten Tomatoes, los más de 100 votos registrados en el portal dieron a este filme una valoración media de 2,8 de 5, mientras que los 5 críticos profesionales, que valoraron la película en ese porta, solo le dieron una valoración media de 4,3 de 10. También cabe destacar, que en el periódico La Vanguardia los usuarios que dieron su opinión allí le dieron a la película una aprobación del 56%.